# Louis De Raeymaecker
Louis De Raeymaecker (Sint-Pieters-Rode, 18 november 1895 – Leuven, 25 februari 1970) was een Belgisch filosoof, rooms-katholieke priester en hoogleraar aan de Katholieke Universiteit Leuven.

## Biografie
Louis De Raeymaecker studeerde aan het Hoger Instituut voor Wijsbegeerte van de Katholieke Universiteit Leuven en Grootseminarie van Mechelen, waar hij in 1923 tot priester werd gewijd. Tijdens de Eerste Wereldoorlog kwam hij als soldaat-brancardier in contact met Cyriel Verschaeve en Frans Daels. In 1920 promoveerde De Raeymaeker tot doctor in de wijsbegeerte en in 1927 tot doctor in de godgeleerdheid. Vanaf 1934 doceerde hij aan de Leuvense universiteit, eerst als lector, vanaf 1936 als hoogleraar. Van 1948 tot 1966 was hij decaan van het Hoger Instituut voor Wijsbegeerte.
Hij was lid van de Koninklijke Vlaamse Academie van België voor Wetenschappen en Kunsten en voorzitter van de Vereniging van Vlaamse Professoren. De Raeymaecker was voorstander van een verdere vernederlandsing van de tweetalige Leuvense universiteit. Bij de hervorming in 1962 werd hij prorector van de Nederlandse afdeling. Hij ging met emeritaat in 1966. Pieter De Somer volgde hem op als prorector.